# Лагунита-Форест Колс (Калифорнија)
Лагунита-Форест Колс (енгл. Lagunitas-Forest Knolls) насељено је место без административног статуса у америчкој савезној држави Калифорнија.

## Демографија
По попису из 2010. године број становника је 1.819, што је 16 (-0,9%) становника мање него 2000. године.
| Група             | 2000.         | 2010.         |
| Белци             | 1.599 (87,1%) | 1.583 (87,0%) |
| Афроамериканци    | 26 (1,4%)     | 26 (1,4%)     |
| Азијати           | 25 (1,4%)     | 11 (0,6%)     |
| Хиспаноамериканци | 102 (5,6%)    | 133 (7,3%)    |
| Укупно            | 1.835         | 1.819         |